# 波積村
波積村（はづみむら）は、島根県邇摩郡にあった村。現在の江津市、大田市の一部にあたる。

## 地理
波積本郷川流域の小盆地と、その支流・北川、南川の流域に位置していた。

## 歴史
- 1889年（明治22年）4月1日、町村制の施行により、邇摩郡波積南村、波積本郷、波積北村が合併して村制施行し、波積村が発足[1][2]。
- 1951年（昭和26年）4月1日 - 那賀郡都治村、黒松村と合併し那賀郡江東村を新設して廃止された[1][2]。
- 1952年（昭和27年）4月1日 - 那賀郡江東村の大字波積北の一部が邇摩郡福波村に編入[3][4]。